# Товариство руських церковних громад у Сполучених Державах і Канаді
Товариство руських церковних громад у Сполучених Державах і Канаді, засноване 30 грудня 1901 на з'їзді в Шамокіні (Пенсільванія) об'єднання греко-католицьких священників і церковних громад (15) з метою керувати церковним життям і змагатися за греко-католицький єпископат.
На чолі товариства були Духовна рада, що складалася з 6 священників (голова І. Констанкевич) і Гол. рада (3 священника і 3 миряни).
З'їзд у Гаррісбурґу в березні 1902 року домагався автономії «Руської церкви» від римо-католицьких американських єпископів.
Товариство проіснувало до номінації єпископа Сотера Стефана Ортинського.
Закарпатські священники до товариства не належали.